# Powiat Prudnicki
Der Powiat Prudnicki ist ein Powiat in der Woiwodschaft Opole mit der Kreisstadt Prudnik (Neustadt O.S.). Der Powiat hat eine Fläche von 571,16 km², auf der rund 56.000 Einwohner leben.

## Geografie
Der Powiat liegt im Süden der Woiwodschaft Opole, an der tschechischen Grenze. Nachbarkreise sind im Westen und Norden Nysa, im Norden Opole und Krapkowice, im Osten Kędzierzyn-Koźle sowie im Süden Głubczyce und der tschechische Okres Bruntál.

## Städte und Gemeinden
Der Powiat umfasst vier Gemeinden, davon drei Stadt- und Landgemeinden, deren gleichnamige Hauptorte das Stadtrecht besitzen sowie eine Landgemeinde. Die Gemeinden Biała und Głogówek sind seit 2006 kraft Gemeinderatsbeschluss offiziell zweisprachig, da der deutsche Bevölkerungsanteil in diesen Gemeinden über 20 Prozent liegt.

### Stadt-und-Land-Gemeinden
- Biała / Zülz
- Głogówek / Oberglogau
- Prudnik (Neustadt O.S.)

### Landgemeinde
- Lubrza (Leuber)

## Politik
Die Kreisverwaltung wird von einem Starosten geleitet. Seit 2006 ist dies Radosław Roszkowski von der PO.

### Kreistag
Der Kreistag besteht aus 17 Mitgliedern, die von der Bevölkerung gewählt werden. Die turnusmäßige Wahl 2024 brachte folgendes Ergebnis:
- Wahlkomitee „PO, PL2050, Lewica für den Powiat Prudnicki“ 29,1 % der Stimmen, 5 Sitze
- Prawo i Sprawiedliwość (PiS) 24,1 % der Stimmen, 5 Sitze
- Schlesische Kommunalverwaltung (Deutsche Minderheit) 15,2 % der Stimmen, 3 Sitze
- Wahlkomitee „Ja! zu Prudnicki-Land“ 14,9 % der Stimmen, 2 Sitze
- Wahlkomitee „Vereinbarung der lokalen Verwaltung des Powiat Prudnicki“ 8,8 % der Stimmen, 1 Sitz
- Wahlkomitee Edward Plicko 7,9 % der Stimmen, 1 Sitz

Die turnusmäßige Wahl 2018 brachte folgendes Ergebnis:
- Prawo i Sprawiedliwość (PiS) 25,0 % der Stimmen, 6 Sitze
- Koalicja Obywatelska (KO) 19,1 % der Stimmen, 3 Sitze
- Wahlkomitee Deutsche Minderheit 18,0 % der Stimmen, 5 Sitze
- Wahlkomitee „Unsere Erde“ 10,2 % der Stimmen, 1 Sitz
- Polskie Stronnictwo Ludowe (PSL) 7,9 % der Stimmen, 1 Sitz
- Kukiz’15 7,1 % der Stimmen, 1 Sitz
- Unabhängiges Wahlkomitee „Gemeinsam“ 5,5 % der Stimmen, kein Sitz
- Wahlkomitee „Solidarität mit Grzegorz Jędrzej“ 4,4 % der Stimmen, kein Sitz
- Sojusz Lewicy Demokratycznej (SLD) / Lewica Razem (Razem) 2,8 % der Stimmen, kein Sitz